# 해방동이
"해방동이"는 1967년 공개된 대한민국의 영화이다.

## 배역
- 문희
- 오영일
- 이순재
- 전양자
- 최남현
- 주증녀
- 이수련
- 장일구
- 정민
- 장훈
- 최창호
- 권오상
- 김수천
- 어윤길
- 추봉
- 김기범